# بيرجيتا سوربون مالمستين
آنا بيرجيتا سوربون مالمستين هي فنانة سويدية في مجال المشغولات اليدوية، ولدت في 9 أبريل 1923 وتوفيت في 21 أكتوبر 1973، وهي زوجة إيجيل مالمستين.

## الصور

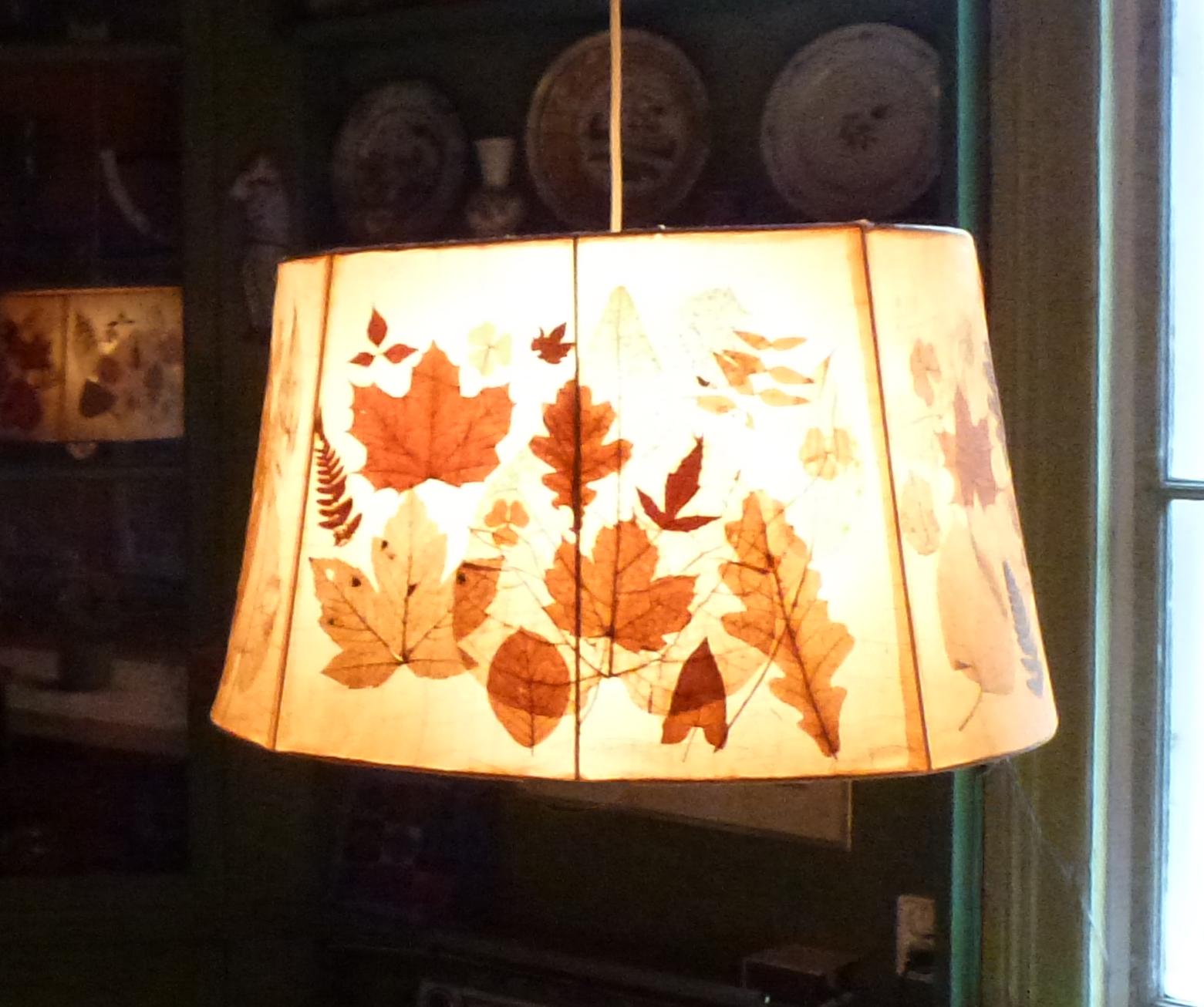
سقف من تصميم بيرجيتا سوربون مالمستين، 1969
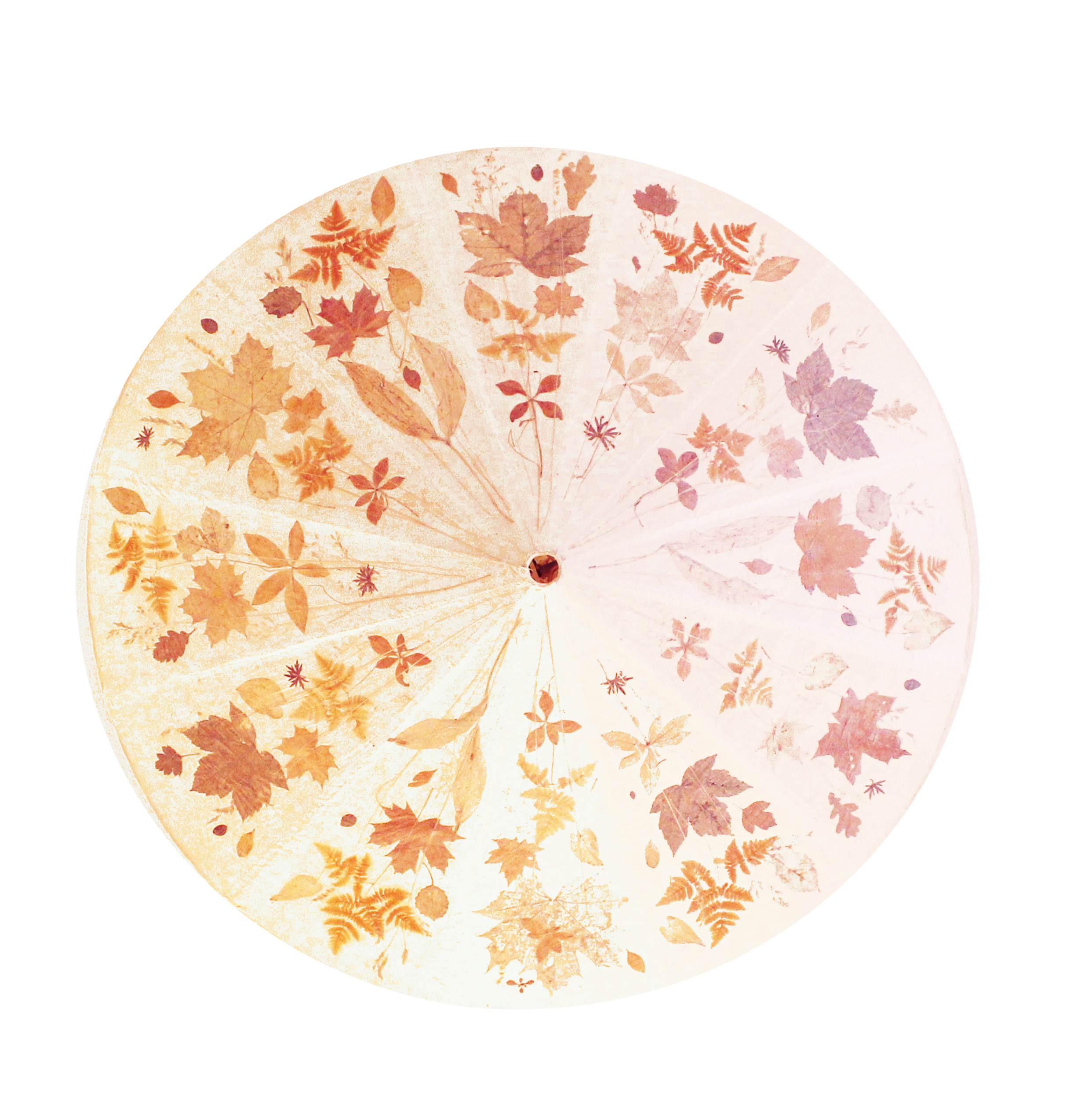
عاكس ضوء من تصميم بيرجيتا سوربون مالمستين، 1960